# Візен (Баварія)
Візен (нім. Wiesen) — громада в Німеччині, розташована в землі Баварія. Підпорядковується адміністративному округу Нижня Франконія. Входить до складу району Ашаффенбург. Складова частина об'єднання громад Шелькріппен.
Площа — 5,64 км2. Населення становить 1010 ос. (станом на 31 грудня 2020).

## Галерея

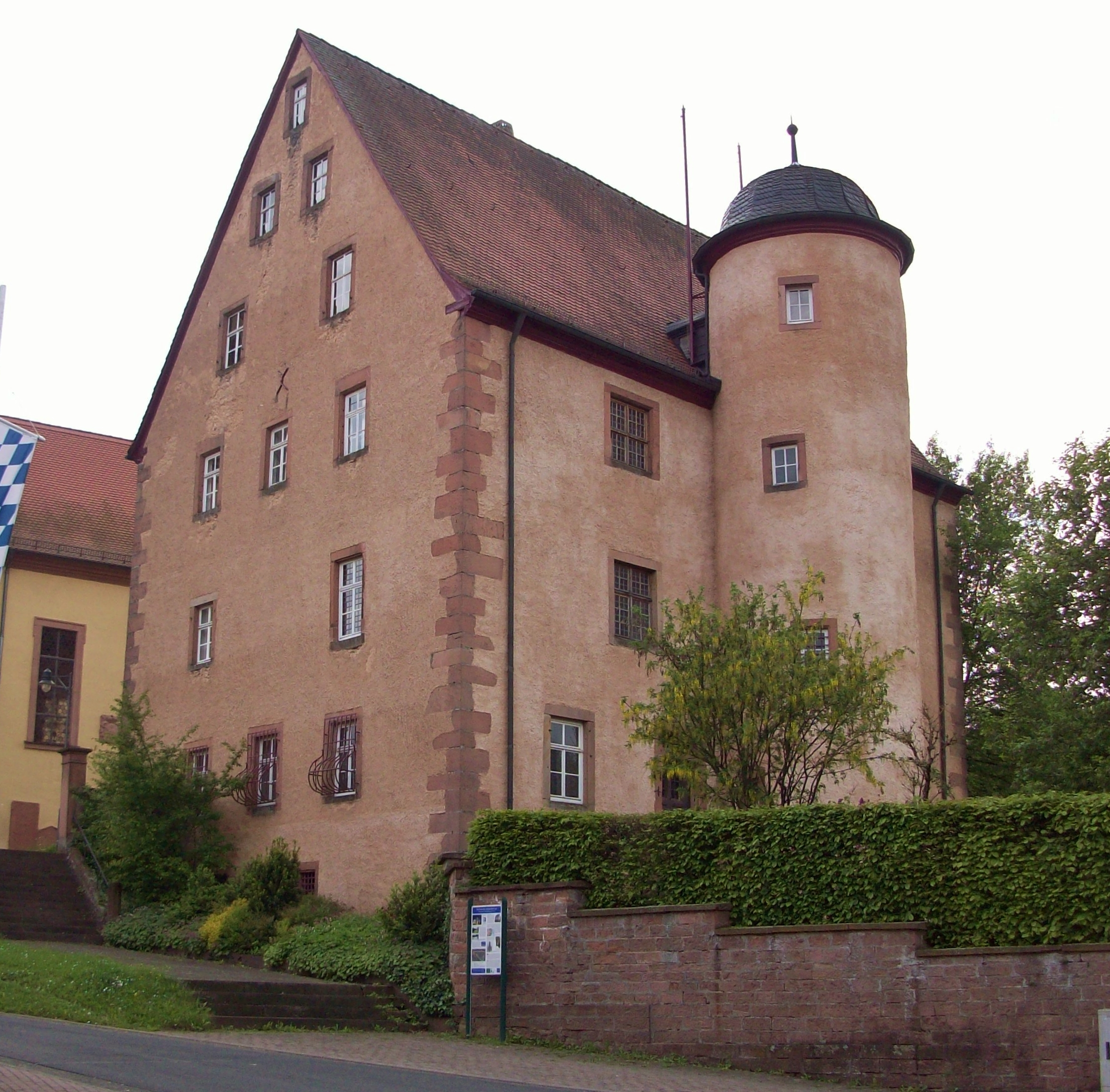
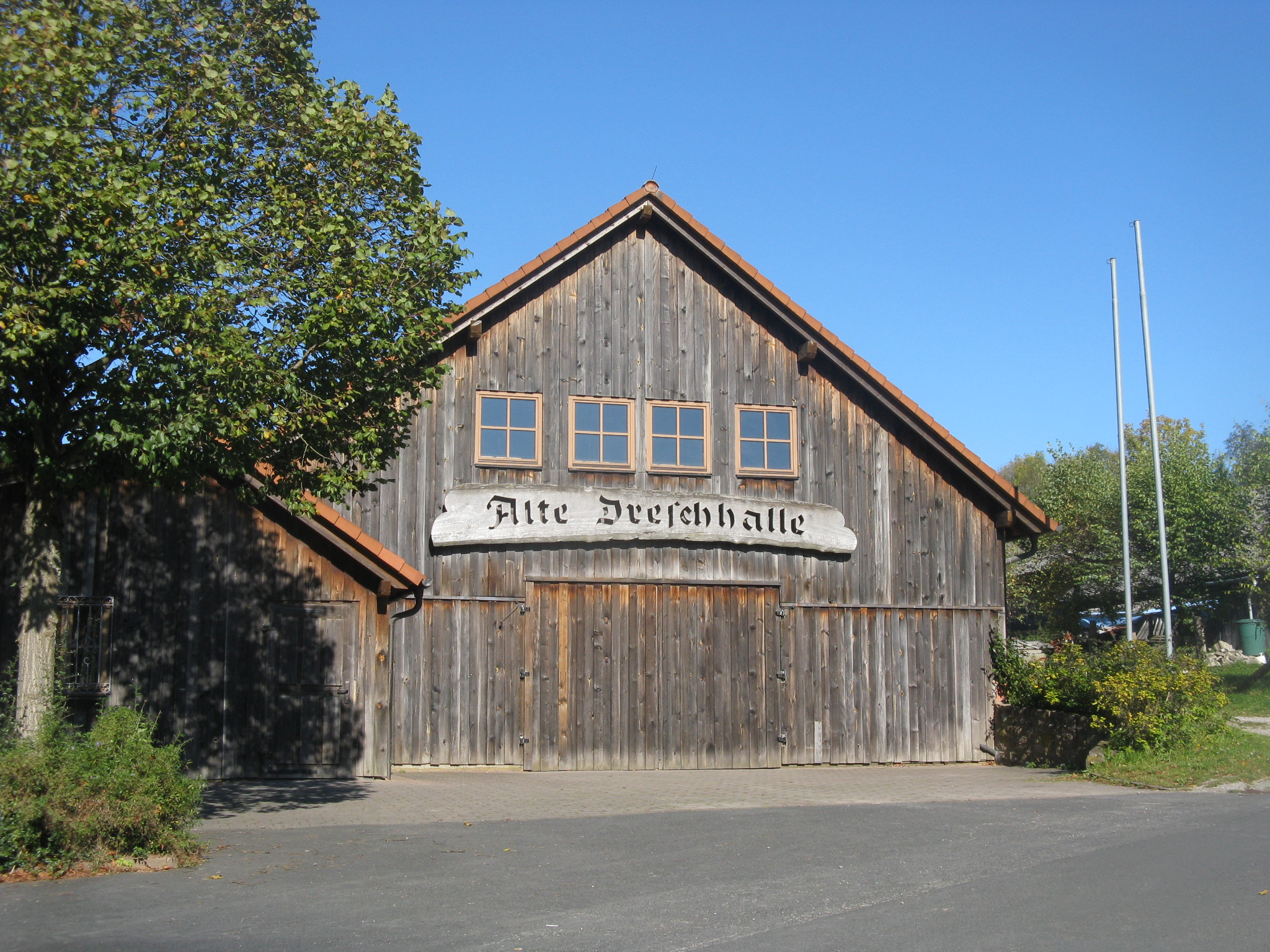